# Ett resande teatersällskap
För andra betydelser, se Ett resande teatersällskap (olika betydelser).
Ett resande teatersällskap är ett lustspel från 1848 skrivet av August Blanche. 
Pjäsen, som är en fars i två akter med körer och kupletter, uppfördes för första gången 17 maj 1848 på Kungliga Dramatiska Teatern. Den handlar om ett teatersällskap som turnerar i landsorten, för tillfället stationerade i Vimmerby. Teaterdirektör Sjövall och aktörerna Ölander, Grip och Ek utgör några av huvudrollerna i pjäsen. Där finns även en förmögen mans son, Teodor, som tar tjänst hos direktör Sjövall och blir förälskad i dennes dotter, Josephine, men vars far protesterar både mot hans karriärval samt hans val av hustru, en aktris.
Pjäsen är ett av Blanches mest välkända verk, och repliken "Fan skall vara teaterdirektör!" ur denna pjäs har ofta citerats i teatersammanhang. Andra repliker och kupletter från pjäsen har blivit bevingade ord, såsom "Hellre den förste i Stockholm än den andre i Vimmerby" eller den store landsortsdirektörens: "Sköna tanke! Gud vet, var jag tog dig ifrån!" eller den alkoholiserade landsortsskådespelaren Ölanders: "Jag var alldeles frisk, när jag lade mig, men när jag vakna’, så var jag sängliggande."

## Filmatiseringar
- 1961 – Ett resande teatersällskap, TV-teater med bland andra Åke Grönberg, Hilding Gavle och Per Myrberg.
- 1972 – Ett resande teatersällskap, TV-serie med bland andra Georg Rydeberg, Karin Kavli och Rolf Skoglund.